# Ішме-Даган (володар Марі)
Ішме-Даган (Ішма-Даган) (аккад. 𒅖𒈣𒀭𒁕𒃶; д/н — 2154/2146 до н. е.) — шаканаку (військовий намісник) Марі в 2199/2190-2154/2146 роках до н. е.

## Життєпис
Син шаканаку Іддіша або Шу-Дагана. Після смерті останнього успадкував посаду шакунаку. Тривалий час зберігав вірність аккадському цареві Шаркалішаррі. Область підконтрольна йому невідома, але напевне не включала Туттул і Терка.
Разом з тим з огляду поступового послаблення Аккаду став нарощувати свою владу. Остаточно закріпив принцип спадкування посади шакунаку в своєму роду. Відомий своїми значними будівельними роботами. Ймовірно, в цей час місто остаточно відновилося після аккадського плюндрування. 
Йому спадкував син Нур-Мер.